# Вук Бећковић
Вук Бећковић (Веље Дубоко, око 1911 — 1945) био је капетан Југословенске војске, командант Ровачког четничког одреда Југословенске војске у Отаџбини.

## Биографија
Рођен је у селу Веље Дубоко. Завршио је гимназију у Колашину и био школски друг Милована Ђиласа. Био је активни официр Југословенске војске. Оженио се Зорком Таушман, кћерком Миладина Таушмана (добровољца са Солунског фронта) из Кањиже. Док је службовао у Сенти, родио му се син Матија, дана 29. новембра 1939. године. Породица се на почетку Другог светског рата вратила у Веље Дубоко.
Придружио се четницима и постао командант Ровачког четничког одреда. Ђилас у својим ратним сећањима помиње да Бећковић није напуштао своје родно место. Уочи повлачења кроз Босанску голготу, растао се од породице крајем 1944. године код Бијелог Поља.
Погинуо је негде на путу према Словенији или је убијен у логору Јасеновац, заједно са потпуковником Павлом Ђуришићем.
Отац је Матије Бећковића. Поред Матије, имао је још сина Љубомира (рођен 1943. године) и кћерку Љубицу.